# ザグザグ

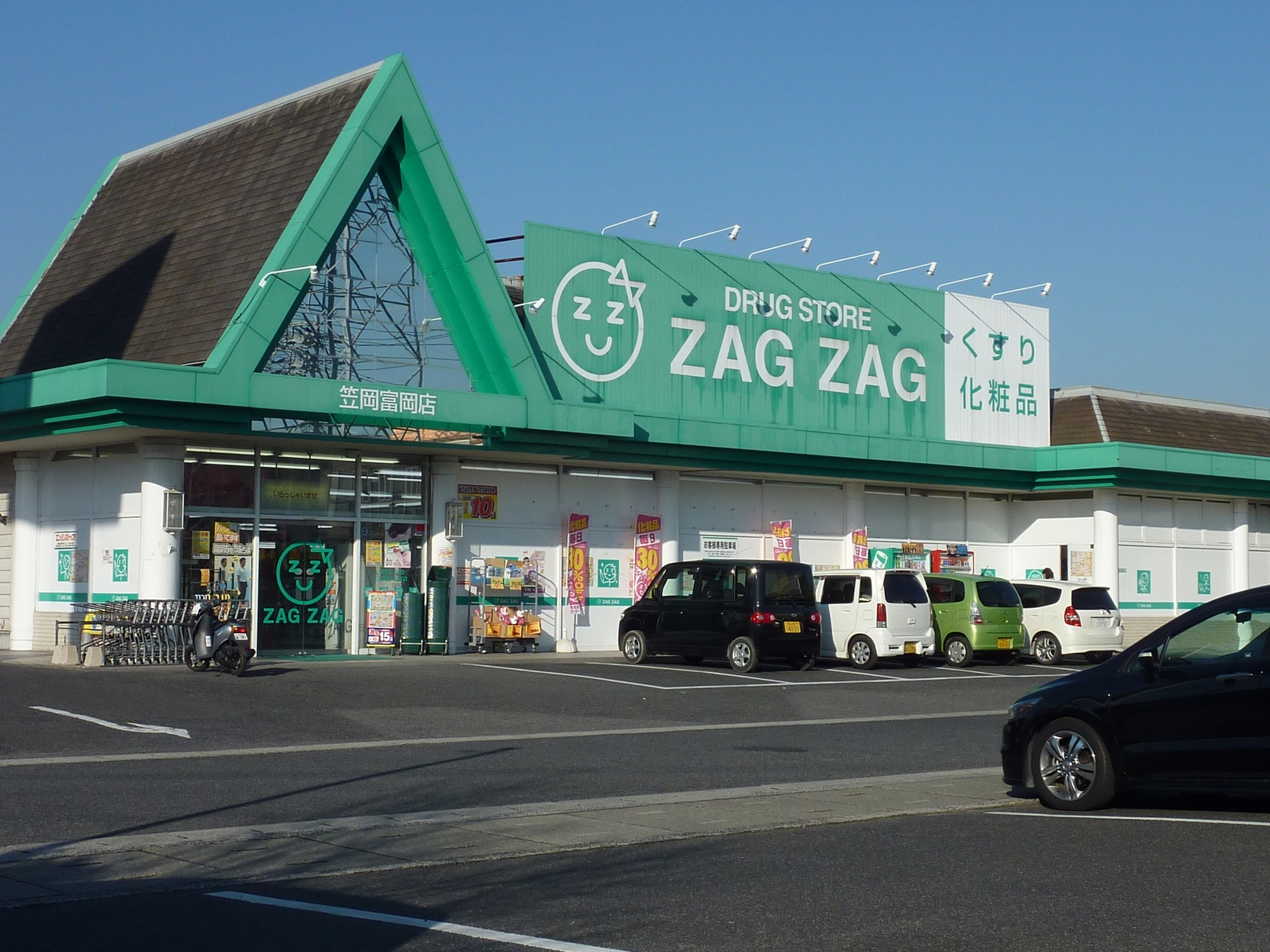
ザグザグの店舗（笠岡富岡店）

株式会社ザグザグ（英: ZAG ZAG Co.,Ltd.）は、岡山県を中心に広島県・兵庫県・大阪府・香川県・愛媛県・鳥取県にドラッグストア・調剤薬局を運営する企業。ナチュラルホールディングスの連結子会社。
日本ドラッグチェーン会に加盟している。かつてはハピコムにも加盟しており、双方のプライベートブランド商品を取り扱っていた。

## 概要
医薬品、化粧品、生活雑貨を取り扱うドラッグストアを展開している。2023年12月現在、岡山県、広島県、香川県、兵庫県、大阪府、愛媛県、鳥取県にFCを含めて店舗を数多く展開。他には、通信販売大手の楽天市場やAmazon.co.jpにも出店している。調剤部門について岡山県内に26店舗、広島県内に5店舗、香川県に6店舗、鳥取県に1店舗のあわせて38店舗（うち5店舗は調剤専門）展開をしている。その他、大阪府（吉原店）と兵庫県（名谷店）に出店する予定がある。
2012年7月10日、イオンと業務資本提携を締結し、同社がザグザグの株式議決権比率15%を取得すると発表した。内容は、イオンから非常勤取締役1名を送ること、ザグザグのハピコムへの参画、トップバリュ製品の供給などが盛り込まれている。一部の店舗ではイオン銀行のATM（WAONのチャージ対応）が設置されていたり、日配食品以外に生鮮食品（野菜と肉）を販売している。
2017年2月17日、創業者で社長の藤井孝洋が保有していた株式約61％を、九州・四国・沖縄県・山口県で「ドラッグストアモリ」を展開している株式会社ドラッグストアモリの親会社・ナチュラルホールディングスが取得し、同社の子会社となる。
2025年3月21日、イオンと資本・業務提携を解消し、自社株を買い取り、同時にハピコムを脱退した。

## 沿革
- 1990年
  - 4月 - 岡山市西古松にて創業。
  - 8月 - 第一号店として笠岡市内に笠岡富岡店を開店。
  - 9月 - 岡山市内一号店として岡山市内に奉還町店を開店。
- 1993年9月 - 日本ドラッグチェーン（NID）に加盟。
- 1999年6月 - 日本チェーンドラッグストア協会（JACDS）設立と同時に加盟。
- 2002年
  - 7月 - 初のフランチャイズ店、高梁落合店を開店。
  - 11月 - 広島県第一号店として福山市内に大門店を開店。
- 2004年4月 - 配送センター移設（岡山市大内田）、本社移設（岡山市大内田）。
- 2005年9月 - 配送センター移設（倉敷市稲荷町）、本社移設（岡山市清水）。
- 2006年11月 - 香川県第一号店として高松市内に高松中央インター店を開店。
- 2007年3月 - 兵庫県第一号店として赤穂市内に赤穂尾崎店を開店。
- 2008年
  - 5月 - 小豆島第一号店として香川県小豆郡土庄町に土庄店を開店。
  - 8月 - 初の調剤専門店舗の高島東店を開店。
  - 10月 - 香川県高松市上福岡町に上福岡店を開店。
- 2009年6月 - 薬事法改正により第一類医薬品を取り扱い・販売方法に変更が出る。
- 2010年8月26日 - 消費者庁から「景品表示法の規定に違反する恐れがある」として警告される。
- 2012年
  - 3月20日 - QUICPay及びデビットカードによる決済サービスを終了。
  - 5月8日 - ザグザグ全店で翌月6月末までに電子マネー「WAON」を導入することを発表。
  - 7月10日 - イオンと業務資本提携を締結。イオンが当社株式の15%を取得。
- 2013年
  - 4月19日 - 広島市内第一号店として安佐南区に古市店を開店。
  - 6月24日 - 倉敷市矢部に配送センターを移転、開設。
- 2014年
  - 1月31日 - 愛媛県内第一号店として今治市伯方町に伯方店を開店。
  - 3月28日 - 島根県内第一号店として浜田市に浜田原井店を開店。
  - 4月25日 - 徳島県内第一号店として鳴門市に鳴門店を開店（後に閉店・徳島県からは撤退）。
- 2020年8月29日 - 鳥取県内第一号店として倉吉市に倉吉南店を開店[6][7]。
- 2023年11月18日 - 大阪府内第一号店として東大阪市に吉原店を開店。
- 2024年
  - 6月26日 - イオンのコード決済「AEON Pay」利用開始。
  - 夏 - 淡路島第一号店として兵庫県淡路市久留麻に久留麻店を開店予定。
- 2025年
  - 3月21日 - イオンとの資本・業務提携を解消。

## 店舗
2024年4月時点の店舗数は200店舗である。県別の店舗数は以下の通り。
- 岡山県 - 112店舗
- 香川県 - 39店舗
- 広島県 - 33店舗
- 兵庫県 - 23店舗
- 大阪府 - 1店舗
- 鳥取県 - 8店舗
- 島根県 - 1店舗
- 愛媛県 - 1店舗

大半の店舗で第1類医薬品を取り扱うが、一部の店舗では改正薬事法の関係上第1類医薬品の取扱を行っていない。
かつて店舗が存在したものの、撤退した徳島県、並びに伯方店（今治市・伯方島）を除き事実上撤退した愛媛県では、兄弟関係にあるドラッグストアモリの店舗展開が進められている。なおドラッグストアモリは一時期香川県にも出店していたが、こちらは逆にザグザグに移管・一元化する形で撤退した。
利用可能な電子マネーは、WAON、楽天Edy、iD、QUICPay、PiTaPaを除く交通系（ICOCA・Suicaなど）、コード系（PayPay、LINE Pay、d払い、メルペイ、楽天ペイ、au PAY、J-Coin Pay、Alipay、WeChat ペイ、AEON Pay）に、クレジットカードはイオンカード、JCB、VISA、MasterCard、AMERICAN EXPRESS、銀聯カード、au PAYプリペイドに対応している。ただし、これらの決済は、ポイントカードのポイント付与はできない。
なお同系列のドラッグストアモリとは、流通系電子マネー・コード系電子マネー・クレジットカードの取り扱い種類に若干相違がある。特に流通系についてはイオングループとの関係性の違いも影響している。

過去に存在した店舗
岡山県
⚫︎金川店
⚫︎院庄店
香川県
⚫︎さぬき長尾店
⚫︎六条店
広島県
⚫︎新市店
島根県
⚫︎浜田原井店
徳島県
⚫︎鳴門店

## 社名の由来
ラテン語で「一方向へ進む」という意味のザグを重ね、「ひとつの方向へ進むのではなく、物事にとらわれないで自由に進もう」という気持ちを込めている。「あっちにも、こっちにもアクティブに動き、自由な発想で今までない会社を創ろう」という企業精神の表れでもある。

## ポイントカード
商品購入金額が本体価格100円（税抜）につき1-6ポイント付与される。セールや店舗によりポイント還元率が変動する場合がある。有効期限は最終購入日から一年。500ポイントにつき500円（税込）の値引きができる。また、ポイントは値引き以外にブルーチップのカタログ商品と交換することが可能である。カタログはザグザグオリジナルであり、ザグザグのカードポイント以外（ブルーチップの券）などでの利用は併用も含め、不可である。
ポイントカードは2009年にシステムが変更となり、リライトカードでカード自体に記録する形から本部のコンピュータに記録する形になった。新カードへの切替が同年から進められ、2010年3月31日をもって切替がされていない旧カードは無効となった。
2022年5月31日で新規申し込みを終了し、2023年9月30日で取り扱いを終了予定の『ZAGカード』はセントラルファイナンス→セディナ→SMBCファイナンスサービスと提携のクレジットカードだったが、同社の提携カード事業縮小とザグザグのイオンとの資本提携後も、提携先のイオンクレジットサービス（イオンカード）への変更は最後まで行われなかった。一方で2012年5月からWAONの決済にも対応されるようになった他、レジカウンターにはイオンカード加盟店の表示もある。
2010年8月26日、消費者庁は、当社に対して「ポイントに係る表示が景品表示法の規定に違反する」として警告を行った。「平日3倍、土日は6倍」としているが、実際には当時、年中、平日105円で3ポイント、土日6ポイントであり、平日のポイントを基準にすると土日は2倍の付与となり、実態の無い105円1ポイント換算を基準にし、倍数を大きく見せて消費者の目を欺くものであり、実際は2倍しか得していないが6倍と数字を大きく見せることで消費者に対して著しく得をしているとの錯覚を起こさせ購買意欲を煽るものであった。
2015年4月より、WAONで支払いするときはポイントが付与されない仕様に変更された。
2020年4月より各種バーコード決済が導入された（ポイント付与対象外）。クレジットカード（提携クレジットカードを除く）での決済時もポイント付与対象外のため、ポイントカードにポイントが付与されるのは現金払いの時のみである。2024年にスマートフォンアプリの「ザグザグアプリ」にポイントカード機能が組み込まれ、アプリのポイントカードを使用した場合にはキャッシュレス決済でもポイント加算対象となる。

## CM
独特のアニメ調（完全なアニメよりも動きが少なくダイナビジョンに近い）のCMで、2003年6月より山陽放送での放送を開始し、現在では岡山・香川県および広島県・愛媛県の民放全局でも放映されている。また、2006年8月2日からはサイトでもCMの公開を開始し、ナンバリングタイトルは2022年3月現在で157パターンのCMが存在する（一部CMは岡山・香川エリアのみの放映であるが、サイトでは見る事が出来る）。CMの終わりに流れる「ちょっと気になるザグザグ♪」のフレーズなど特徴のあるCMで認知度が高まったこともあり、放映エリアでありながら店舗の無かった香川県（小豆島を含む）への進出も決定になった。
2016年3月より、TVCMキャラクターを実写化したTVCMも放映された。
また、2017年2月から親会社となったナチュラルホールディングスが主に九州で展開している「ドラッグストアモリ」のCMも、よく似たアニメ調になっている。
アニメの元となるイラストを担当したイラストレーターは数名いるが、ソウルノート系の書籍によって岡山ローカルで有名になった、地元在住の山吹あららが担当しているものが、よく知られている。
CMのBGMのタイトルは「ザグソング」で、ザグザグ各店舗内でも流れている。

## 介護事業
2012年11月1日、介護事業としてデイサービス施設第1号「ザグスタ和気」を和気郡和気町（ザグザグ和気店に併設）に開所した（2016年4月よりザグスタ備前へ移設）。ザグスタ和気はリハビリ特化型デイサービス施設で、コンセプトは「シニア向けのフィットネスジム」。ノルウェー発祥のレッドコードや、パワーリハビリを導入し、利用者の自立支援、介護量軽減を目指す。
2022年12月現在、岡山県下に14施設、香川県下に2施設に開所している。他にも「居宅介護支援事業」も開所している。